# Piccolo dizionario amoroso
Piccolo dizionario amoroso (The Sleeping Dictionary) è un film diretto dal regista Guy Jenkin.

## Trama
Inviato per conto dell'esercito coloniale britannico nel paradiso tropicale Sarawak, John Truscott ha il difficile compito di imparare velocemente le tradizioni nonché la lingua indigena, con lo scopo di svolgere al meglio il suo lavoro. Come usanza del luogo, per velocizzare questo apprendimento, gli viene affiancata una "Sleeping Dictionary", Selima. Secondo la strana teoria per la quale una lingua viene appresa con maggiore velocità a letto, il fine della bella ragazza è proprio quello di alternare prestazioni intime a lezioni private dell'idioma indigeno.

## Distribuzione
Il film è uscito nelle sale statunitensi il 18 febbraio 2003, mentre in Italia il 27 giugno dello stesso anno.